# هواپیمایی باختر افغان
خطوط هوایی باختر یک شرکت هواپیمایی از افغانستان است که پروازهای داخلی را ارائه می‌دهد. این شرکت در سال ۱۹۶۷ با نام خطوط هوایی باختر تأسیس شد، نامی که تا سال ۱۹۸۵ آن را الی زمانی که توسط دولتهای پشتون به خطوط هوایی باختر افغانستان تغییر یافت، حفظ کرد. در سال ۱۹۸۸ مارک‌های آریانا و باختر با هم ادغام شدند. خطوط هوایی باختر افغانستان از ۳۰ اکتبر سال ۲۰۲۰ هنگامی که رئیس‌جمهور افغانستان محمد اشرف غنی فعالیت‌های این شرکت هواپیمایی را افتتاح نمود، فعالیت‌های خود را از سر گرفت.
خطوط هوایی باختر افغانستان یک هواپیمای بوئینگ ۷۳۷–۵۰۰ از شرکت هواپیمایی آریانا افغان اجاره کرده‌است. شرکت هواپیمایی باختر افغانستان با یک بوئینگ ۷۲۷ و ۲ دی هاویلند کانادا DHC-6 کار می‌کند.

## مقاصد پروازی

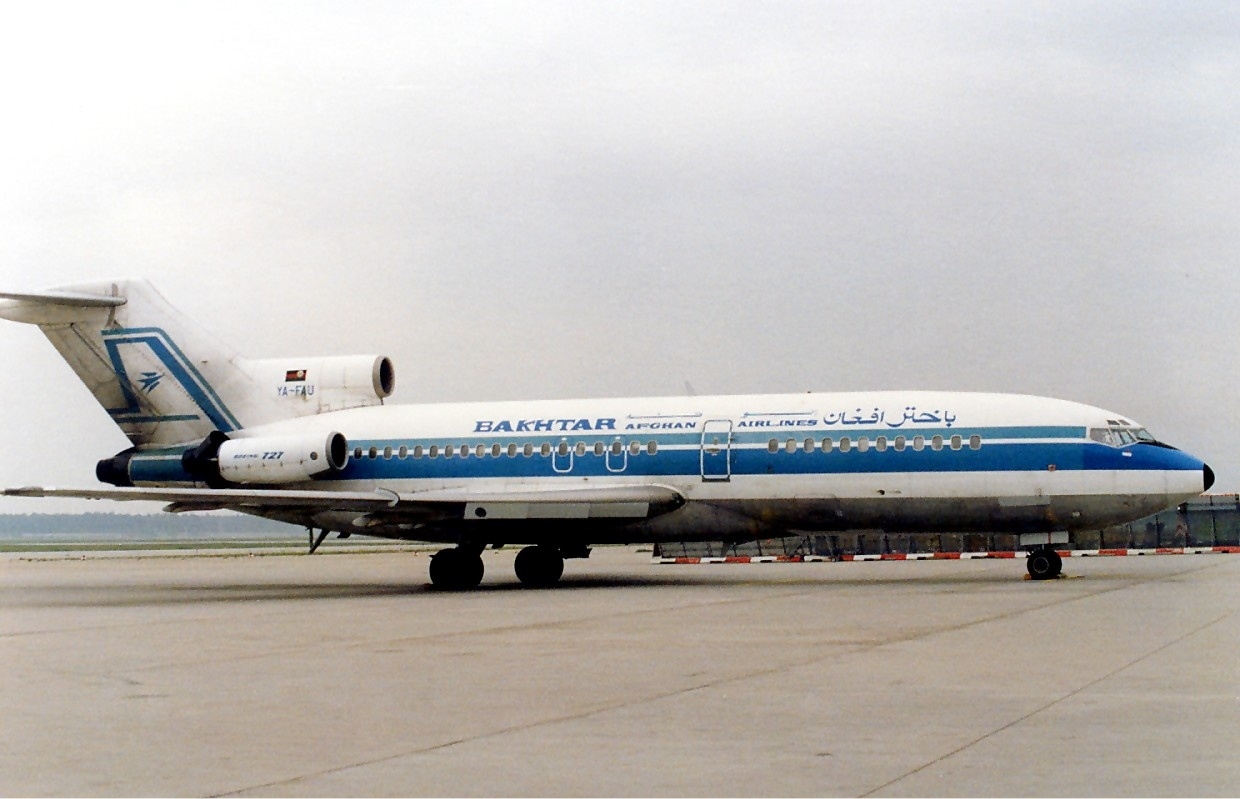
یک فروند بوئینگ ۷۲۷ باختر در فرودگاه بین‌المللی فرانکفورت.

در سال ۱۹۷۵، هواپیمایی باختر دارای مقاصد پروازی ذیل بود:
- بامیان - فرودگاه بامیان
- چغچران - فرودگاه چغچران
- درواز - فرودگاه درواز
- فیض آباد - فرودگاه فیض آباد
- هرات - میدان هوایی هرات
- کابل - فرودگاه بین‌المللی کابل
- کندز - فرودگاه کندز
- واخان - فرودگاه واخان
- میمنه - فرودگاه میمنه
- مزار شریف - فرودگاه مزار شریف
- شغنان - فرودگاه شغنان

پروازها با استفاده از هواپیماهای Yakovlev Yak-40 یا de Havilland Twin Otter انجام می‌شد.